# Ивошино
Ивошино — деревня в Пушкинском районе Московской области России, входит в состав сельского поселения Царёвское. Население — 7 чел. (2010).

## География
Расположена на севере Московской области, в восточной части Пушкинского района, примерно в 12 км к северо-востоку от центра города Пушкино и 27 км от Московской кольцевой автодороги, в верховье реки Прорванихи бассейна Клязьмы.
К деревне приписано 4 садоводческих товарищества. В 5 км к западу — Ярославское шоссе М8, в 1 км к северу — Московское малое кольцо А107, в 7 км к западу проходит линия Ярославского направления Московской железной дороги. Ближайшие населённые пункты — деревня Аксёнки, посёлки Доброе и Нагорное.

## Население
| 1859 | 1890 | 1899 | 1926 | 2002 | 2006 | 2010 |
| ---- | ---- | ---- | ---- | ---- | ---- | ---- |
| 35   | ↗50  | ↗54  | ↘44  | ↘2   | ↗4   | ↗7   |

## История
В «Списке населённых мест» 1862 года — владельческая деревня 1-го стана Дмитровского уезда Московской губернии по левую сторону Московско-Ярославского шоссе (из Ярославля в Москву), в 45 верстах от уездного города и 20 верстах от становой квартиры, при прудах, с 6 дворами и 35 жителями (16 мужчин, 19 женщин).
По данным на 1899 год — деревня Богословской волости Дмитровского уезда с 54 жителями.
В 1913 году — 8 дворов, имения Кристи и Галкина.
По материалам Всесоюзной переписи населения 1926 года — деревня Жуковского сельсовета Софринской волости Сергиевского уезда, проживало 44 жителя (22 мужчины, 22 женщины), насчитывалось 10 крестьянских хозяйств.
С 1929 года — населённый пункт в составе Пушкинского района Московского округа Московской области. Постановлением ЦИК и СНК от 23 июля 1930 года округа как административно-территориальные единицы были ликвидированы.
Административная принадлежность
1929—1957 гг. — деревня Жуковского сельсовета Пушкинского района.
1957—1960 гг. — деревня Жуковского сельсовета Мытищинского района.
1960—1962 гг. — деревня Жуковского (до 20.08.1960) и Царёвского сельсоветов Калининградского района.
1962—1963, 1965—1994 гг. — деревня Царёвского сельсовета Пушкинского района.
1963—1965 гг. — деревня Царёвского сельсовета Мытищинского укрупнённого сельского района.
1994—2006 гг. — деревня Царёвского сельского округа Пушкинского района.
С 2006 года — деревня сельского поселения Царёвское Пушкинского муниципального района Московской области.